# 克雷布斯巴赫河 (美因河支流)
49°55′04″N 9°34′49″E / 49.917857°N 9.580188°E

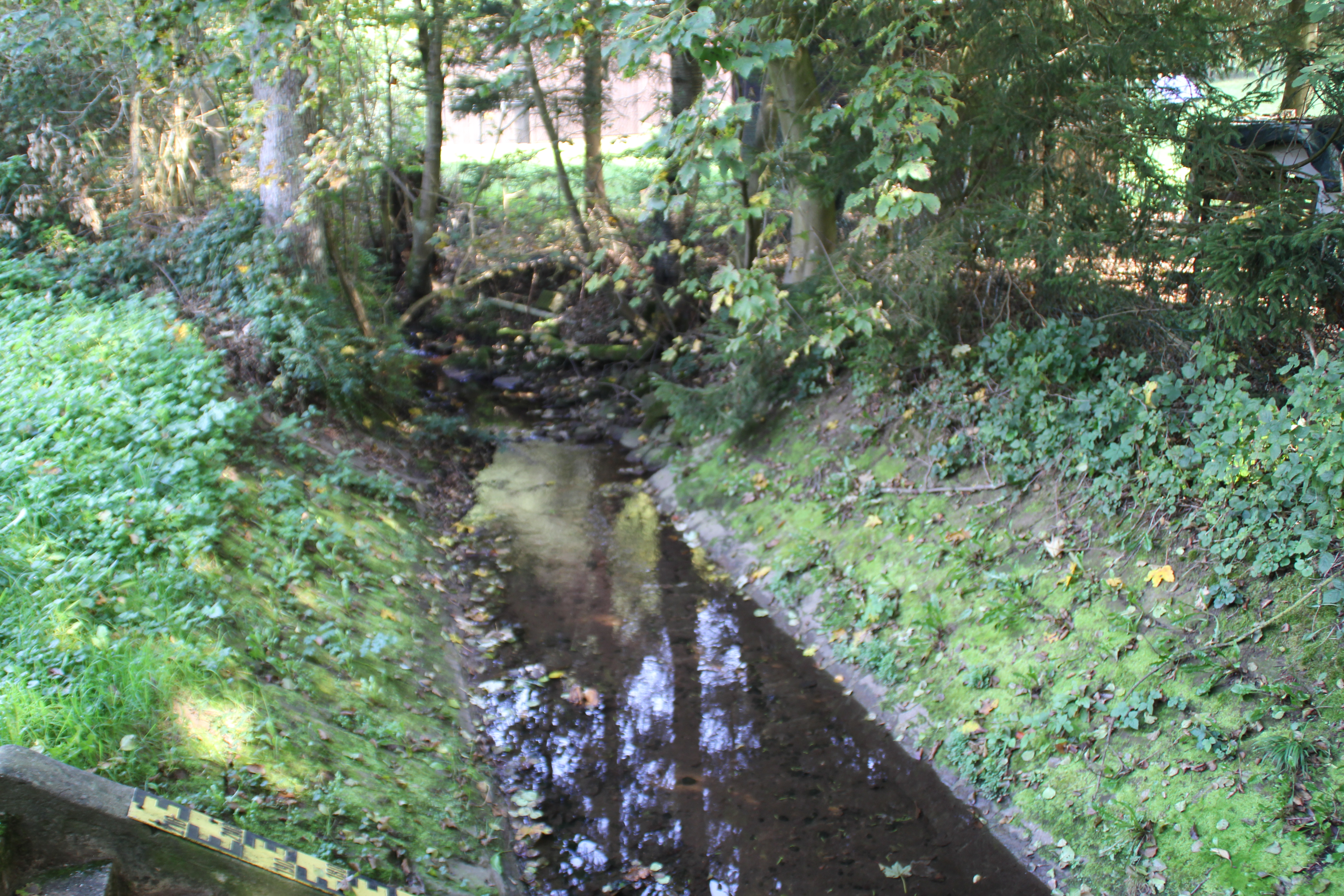

克雷布斯巴赫河（德語：Krebsbach），是德國的河流，位於該國東南部，由巴伐利亞負責管轄，屬於美因河的左支流，河道全長4.4公里，流域面積6.7平方公里，河口處在美因河畔諾伊施塔特以南。